# Sarcophaga littoralis
Sarcophaga littoralis är en tvåvingeart som beskrevs av Johnston och Tiegs 1922. Sarcophaga littoralis ingår i släktet Sarcophaga och familjen köttflugor. Inga underarter finns listade i Catalogue of Life.